# Metaline Falls
Metaline Falls är en kommun (town) i Pend Oreille County i delstaten Washington i USA. Vid 2010 års folkräkning hade Metaline Falls 238 invånare.